# Кубок Еви Дуарте 1949
Кубок Еви Дуарте 1949 — 5-й неофіційний розіграш турніру, який став попередником Суперкубка Іспанії з футболу. Матч відбувся 12 жовтня 1949 року між чемпіоном Іспанії клубом Барселона та володарем кубка Іспанії клубом Валенсія.

## Матч
| 12 жовтня 1949 |

| Валенсія                                                              | 7:4 дч   | Барселона                              |
| --------------------------------------------------------------------- | -------- | -------------------------------------- |
| Жиральдос 35' Мена 42' Ігоа 76', 95', 110' Пасьєгіто 77' Фуертес 117' | Протокол | Сегер 43', 48', 68' (пен.) Ніколау 32' |

| Нуево Чамартин, Мадрид Арбітр: Арке |

| В                |  | Антоніо Перес         |
| З                |  | Вісенте Асенсі        |
| З                |  | Сальвадор Монсо       |
| ПЗ               |  | Луїс Діас             |
| ПЗ               |  | Ніколас Сантакаталіна |
| ПЗ               |  | Антоніо Пучадес       |
| Н                |  | Хуан Мена             |
| Н                |  | Антоніо Фуертес       |
| Н                |  | Сільвестре Ігоа       |
| Н                |  | Пасьєгіто             |
| Н                |  | Вісенте Жиральдос     |
| Тренер:          |  |                       |
| Хасінто Кінкосес |  |                       |

| В                      |  | Антоні Рамальєтс  |
| З                      |  | Франсіско Кальвет |
| З                      |  | Мануель Корро     |
| ПЗ                     |  | Мігель Торра      |
| ПЗ                     |  | Луїс Праїс        |
| ПЗ                     |  | Гонсальво II      |
| Н                      |  | Антоніо Матамала  |
| Н                      |  | Хосе Канал        |
| Н                      |  | Хосеп Сегер       |
| Н                      |  | Маркос Ауреліо    |
| Н                      |  | Матео Ніколау     |
| Тренер:                |  |                   |
| Енріке Фернандес Віола |  |                   |